# Église Saint-Martin-et-Saint-Loup de Sermaises
L’église Saint-Martin-et-Saint-Loup est une église catholique située à Sermaises, en France.

## Localisation
L'église est située dans le département français du Loiret, sur la commune de Sermaises.

## Historique
L'édifice est classé au titre des monuments historiques en 1908.

## Galerie d'images

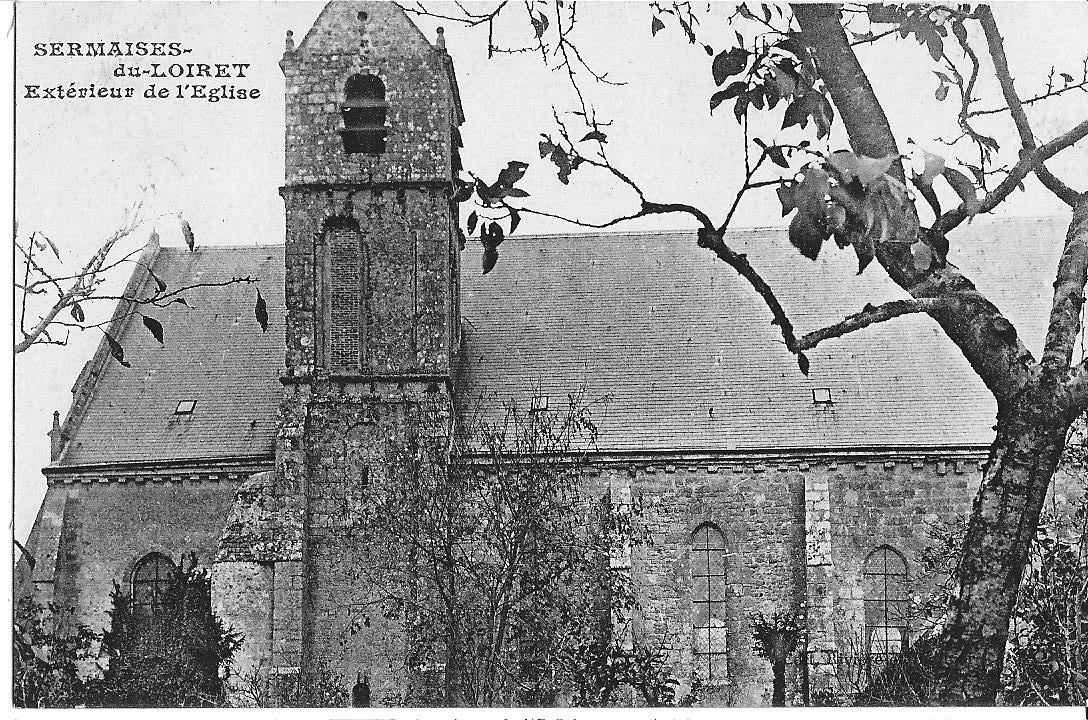
Carte postale
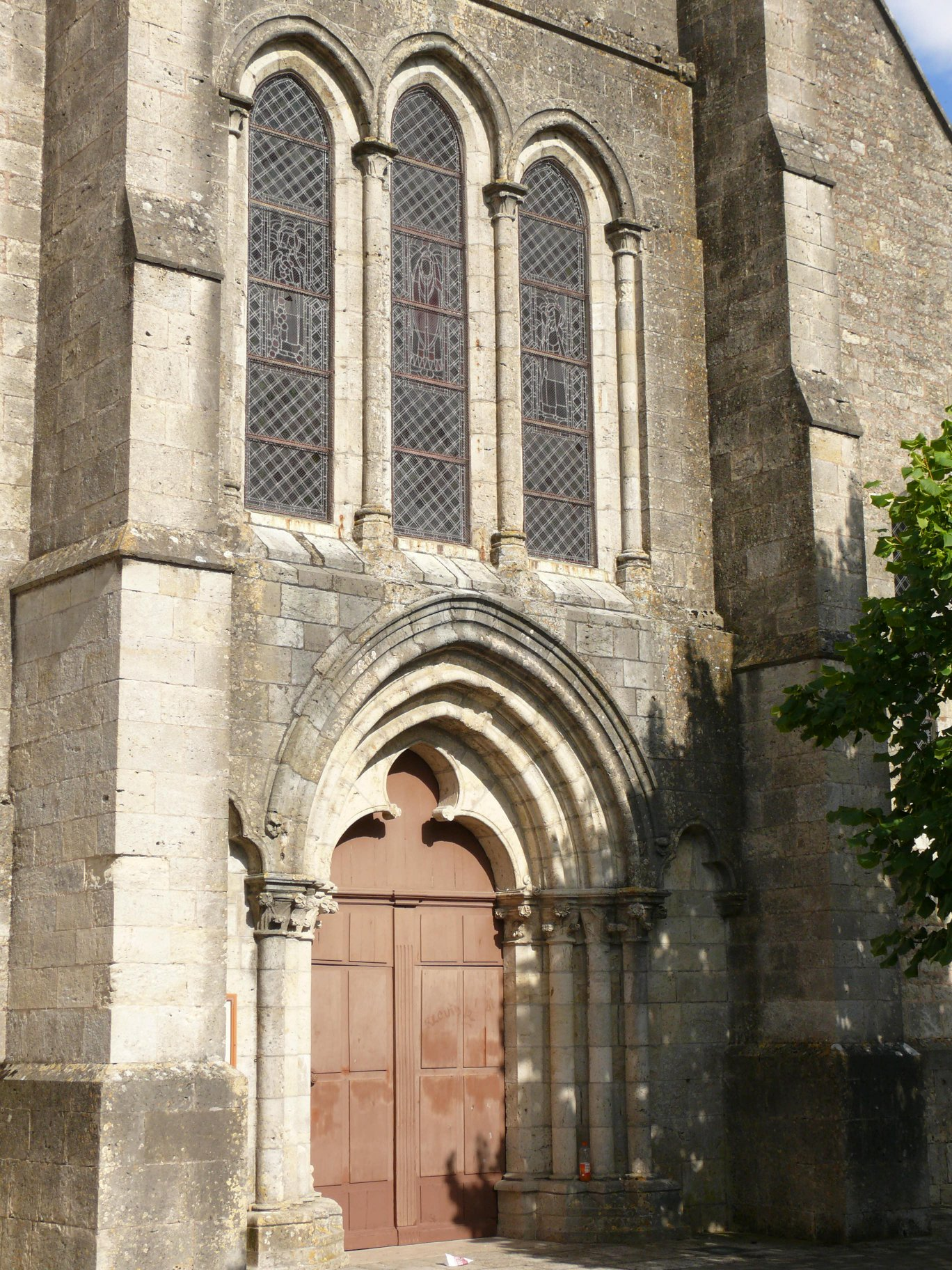
Porte
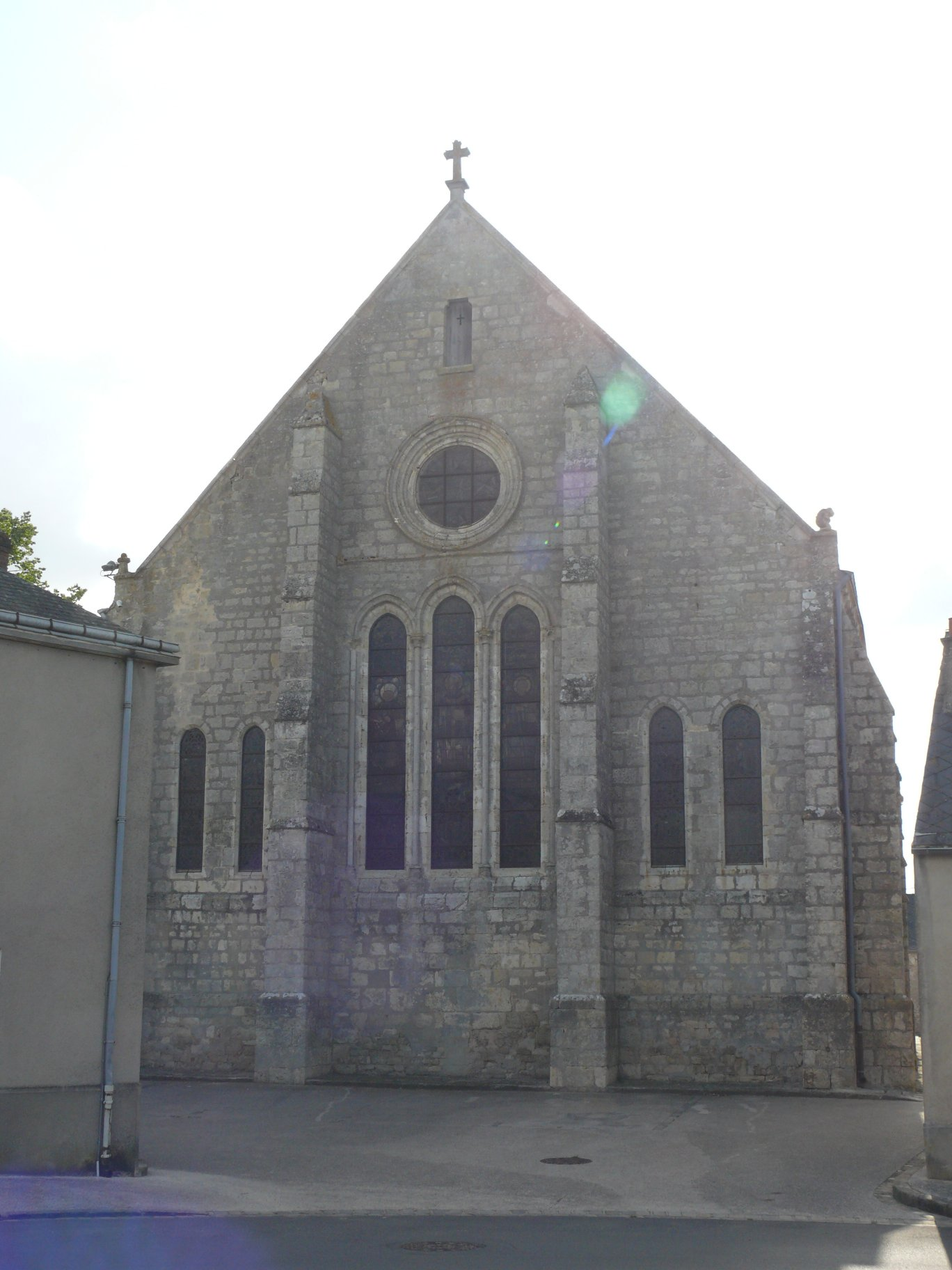
L'abside

## Pour approfondir